# Região Norte (Gana)
Norte é uma região de Gana. Sua capital é a cidade de Tamale.
Possui dois parques nacionais. O Parque Nacional Bui possui uma importante população de hipopótamos, além de abrigar babuínos, elefantes e mais de 250 espécies registradas. O Parque Nacional Mole tem dezenas de espécies de mamíferos, centenas de aves, e cinco espécies de borboletas endêmicas.

## Distritos
- Bole
- Bunkpurugu-Yunyoo
- Central Gonja
- East Gonja
- East Mamprusi
- Gushiegu
- Karaga
- Nanumba North
- Nanumba South
- Saboba/Chereponi
- Savelugu/Nanton
- Sawla-Tuna-Kalba
- Tamale Municipal
- Tolon/Kumbungu
- West Gonja
- West Mamprusi
- Yendi
- Zabzugu/Tatale

## Demografia
| 1960    | 1970    | 1984      | 2000      | 2010      |
| 531.573 | 727.618 | 1.164.583 | 1.820.806 | 2.479.461 |